# Lina Franziska Fehrmann
Lina Franziska „Fränzi“ Fehrmann, verh. Fleischer (* 11. Oktober 1900 in Dresden; † 10. Juni 1950 ebenda), war das bedeutendste Kindermodell und eine Muse der „Brücke“-Künstler Ernst Ludwig Kirchner, Erich Heckel und Max Pechstein. Sie wurde 1909, im Alter von acht Jahren, mit der Künstlergruppe bekannt gemacht und bis 1911 auf zahlreichen Werken der Maler abgebildet. Anders als Berufsmodelle wurde Fehrmann häufig in Bewegung porträtiert und steht im Werk der „Brücke“-Künstler mit einer neuen, schnelleren Malweise in Öl in Verbindung. Lange Zeit nur unter dem in Bildtiteln zu findenden Vornamen Fränzi bekannt, konnte Fehrmanns Identität 1995 über Eintragungen in Kirchners Skizzenbuch aufgedeckt werden. Vor allem Kirchners Art der Beziehung zu dem Kind wurde seither zunehmend kritisch und spekulativ hinterfragt.

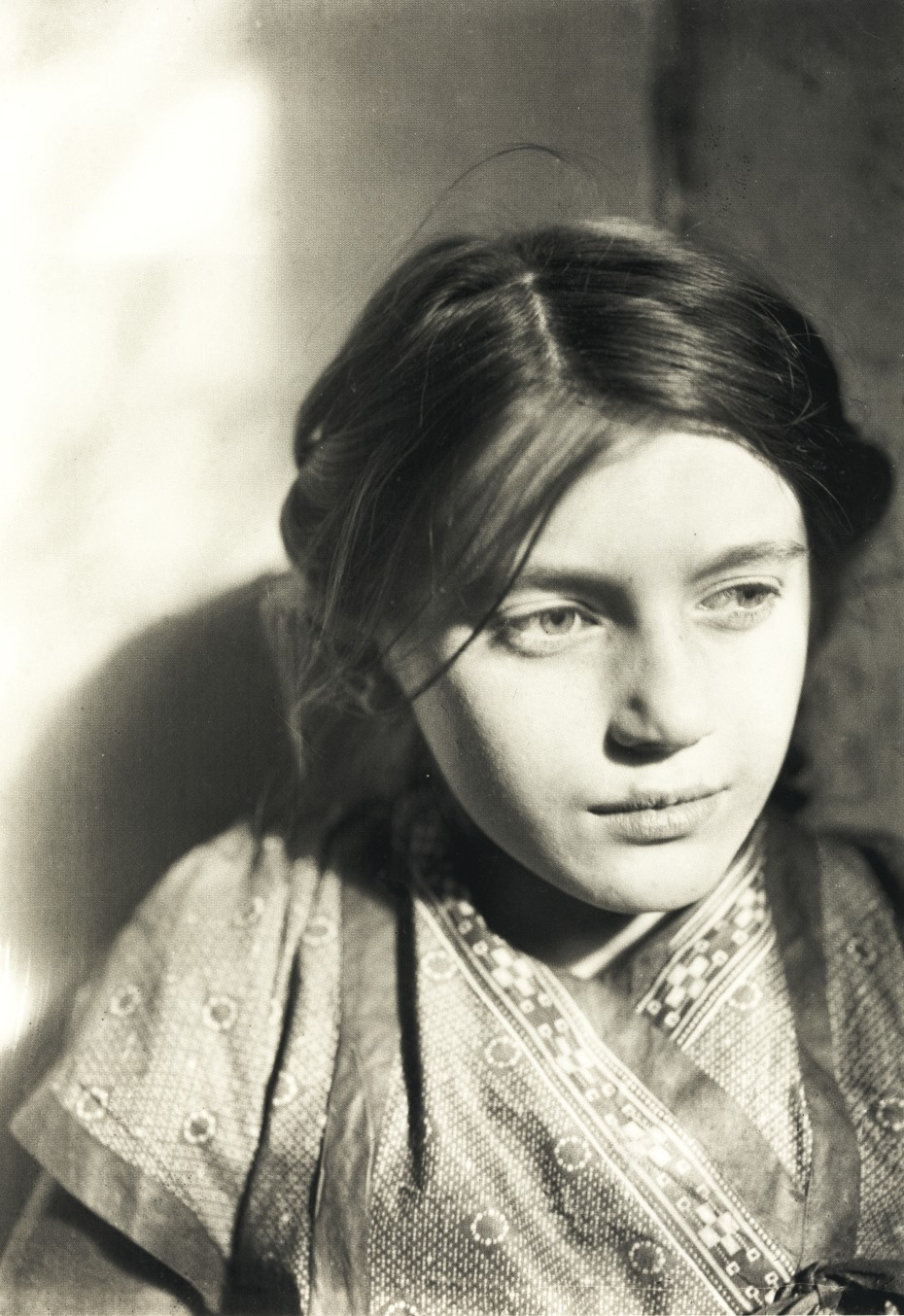
Lina Franziska Fehrmann, Fotografie von Ernst Ludwig Kirchner, 1910

## Leben
Lina Franziska Fehrmann war das zwölfte und letzte Kind des Schlossers und späteren Heizers und Maschinisten Oskar Emil Fehrmann (1858–1921) und der Putzmacherin Alma Lina Clementine Fehrmann, geborene Pazi (1860–1945). Beide hatten 1882 geheiratet. Lina Franziska wurde am 2. Dezember 1900 in der Dresdner Annenkirche getauft.
Die Mutter besaß ein kleines Modegeschäft an der Zwingerstraße 26. Mit ihren Eltern lebte Fehrmann in kleinbürgerlichen, ärmlichen Verhältnissen zwischen dem Dresdner Hauptbahnhof und dem Stadtteil Friedrichstadt, dem im Volksmund sogenannten „Topflappenviertel“. Häufig wechselte die Familie innerhalb des Viertels ihren Wohnort. Nicht eindeutig bekannt ist, wie die Brücke-Künstler auf sie aufmerksam wurden. So wird vermutet, dass „Fränzi“ dem Hausmeister der Dresdener Akademie aufgefallen war und er den Kontakt herstellte. Möglicherweise war auch Kirchners Freundin Doris „Dodo“ Große mit Fränzis Mutter bekannt – beide waren als Hutmacherinnen tätig – und als Vermittlerin involviert. Erich Heckel erinnerte sich rückblickend an den Zeitpunkt des Zusammentreffens:

„Ich vermute 1909, sicher nicht viel früher. Selbst wenn ein Bild im Februar 1909 entstanden ist, gehört für mich die Arbeit in das Jahr 1908. Das neue Arbeitsjahr fängt für mich jeweils im April an. Der Winter ist im allgemeinen eine geschlossene Arbeitsperiode, weil man da nicht wegfährt, sondern da sitzt man in seinem ‚Bau‘ und verarbeitet die Eindrücke des Sommers. So war es auch mit den verschiedenen Modellen, die zu uns kamen. Es ist somit denkbar, daß Fränzi schon im Herbst 1908 zu uns gekommen ist. In meiner Erinnerung ist sie aber ein spezielles Ereignis aus dem Jahr 1909 …“

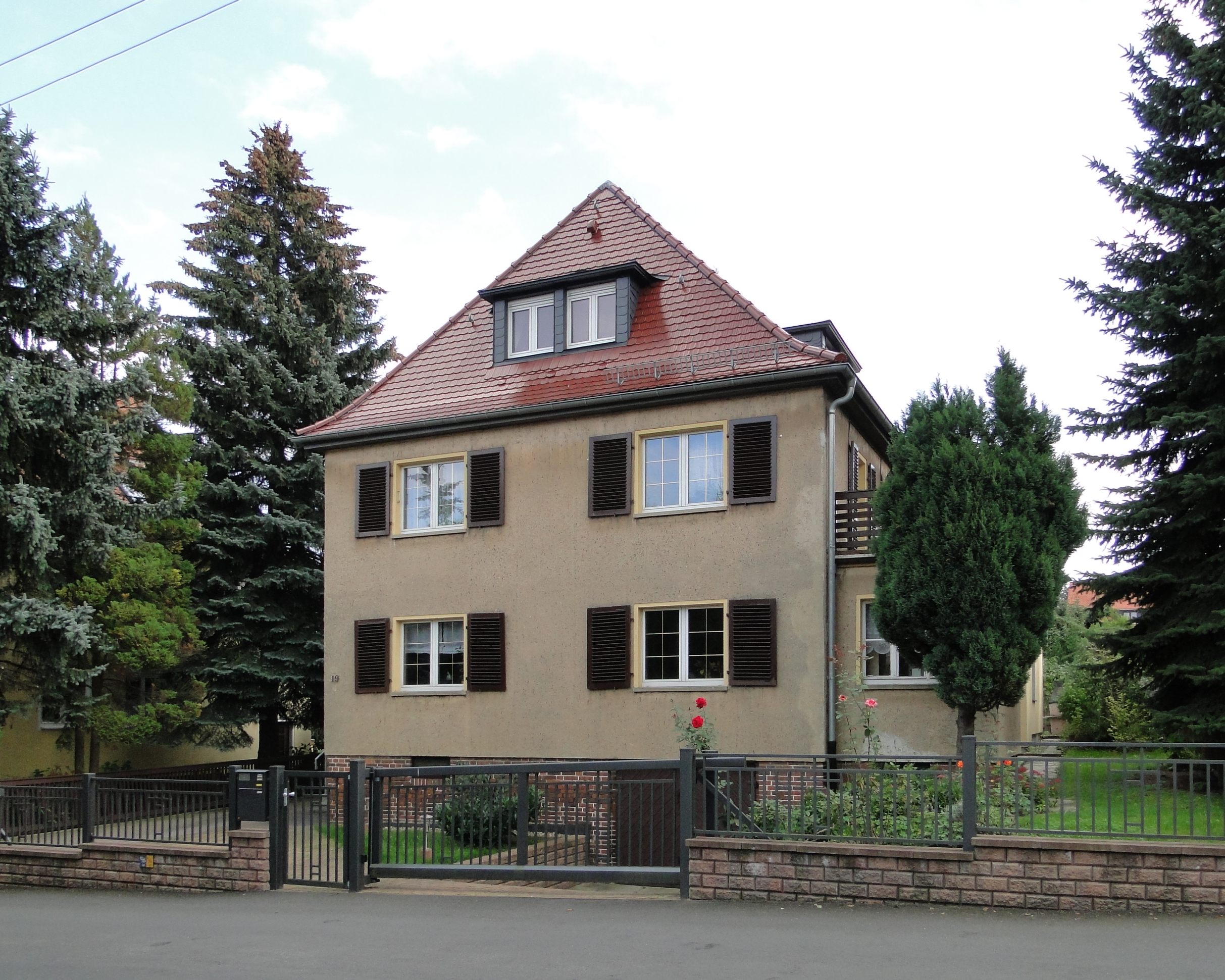
Martin-Opitz-Straße 19, Wohnhaus Lina Franziska Fehrmanns ab 1948

Untersuchungen des Kunsthistorikers Gerd Presler und des Sammlers Klaus Albers ergaben, dass Fehrmann zum ersten Mal auf Bildern Ernst Ludwig Kirchners, Erich Heckels und Max Pechsteins zu sehen ist, die im August 1909 an den Moritzburger Teichen entstanden. Dort lebten die Künstler mehrere Wochen zusammen mit ihren Modellen in der „Alten Brauerei“. Fehrmann war zu dem Zeitpunkt acht Jahre alt und das jüngste Modell der „Brücke“-Künstler. Neben Bildern in freier Natur entstanden auch zahlreiche Werke, darunter Aktbilder, in Ateliers in Dresden. Auch im Sommer 1910 folgte Fehrmann den Künstlern nach Moritzburg.
Die letzten „Fränzi-Bilder“ stammen aus dem Jahr 1911. Sie blieb in Dresden, während die „Brücke“-Künstler im Oktober 1911 nach Berlin übersiedelten. Mit 16 Jahren wurde sie von einem Nachbarsjungen, dem Fleischer Max Rabe, zum ersten Mal schwanger und brachte am 12. Oktober 1917 ihre Tochter Franziska Gertrud unehelich zur Welt. Im Jahr 1921 starb ihr Vater, und Fehrmann lebte von da an mit ihrer Mutter und ihrem Bruder, der aus dem Ersten Weltkrieg versehrt zurückgekehrt war, in der Kleinen Plauenschen Gasse 60. Die zweite Tochter Erika kam am 4. November 1923 ebenfalls unehelich zur Welt. Ernst Ludwig Kirchner besuchte Fehrmann am 12. Februar 1926 in Dresden und notierte anschließend in sein Skizzenbuch:

„Ich war heute bei Fehrmann … Die Fränzi hat zwei uneheliche Mädchen … Fränzi selbst ist sehr trüb und traurig gestimmt durch ihr Pech mit den Kindern. Ihre Jugenderinnerungen an Moritzburg etc. sind auch ihr das Liebste im Leben … Fränzi möchte gern mit überall sein nur nicht in Dresden bleiben.“

In Fehrmanns Besitz befand sich zu dem Zeitpunkt noch ein Album, das Fotos der Zeit an den Moritzburger Teichen enthielt, jedoch heute als verschollen gilt. Von ihr waren bis 2012 nur zwei Fotografien bekannt, die Ernst Ludwig Kirchner 1910 anfertigte. Die Sächsische Zeitung veröffentlichte im Juli 2012 Fotografien Fehrmanns, die sich im Besitz einer Großnichte befunden hatten. Sie zeigen das ehemalige Kindermodell erstmals als erwachsene Frau 1940 und um 1945 sowie mit ihren Töchtern und ihrem Bruder Richard 1947.
Silvester 1931 heiratete „Fränzi“ 31-jährig den Buchdrucker Alfred Kurt Fleischer. Auf der Eheurkunde ist verzeichnet, dass sie zu der Zeit als Buchbindereiarbeiterin tätig war. Sie zog 1931 in eine Wohnung in der Polierstraße 23 um und bezog spätestens 1942 erneut eine Wohnung in der Kleinen Plauenschen Gasse 60 auf derselben Etage wie ihre Mutter. Bei der Bombardierung Dresdens wurde das Haus zerstört. Ihre Mutter wird letztmals im Adressbuch der Stadt Dresden 1942/43 verzeichnet, weshalb anzunehmen ist, dass sie entweder bereits 1944 bei einem Luftangriff umgekommen war oder bei der Zerstörung des Hauses in der Nacht vom 13. zum 14. Februar 1945 ums Leben kam. Letzteres wird durch Zeitzeugen bestätigt, die berichteten, dass Fehrmanns Mutter „an den Folgen der Bombennacht ’45 starb“.
Fehrmann hatte bereits während des Krieges ihre 1937 geborene Großnichte Margit Fehrmann bei sich aufgenommen und großgezogen. Margit erinnerte sich, wie sie mit Fehrmann in der Bombennacht überlebte: „In der Nacht flüchteten wir durch Mauerdurchbrüche von Keller zu Keller und dann, als Phosphor eindrang, über eine Art Hühnerleiter ins Freie. […] Bei uns gab es nie Schläge. Aber als ich sagte, jetzt gehe ich nicht mehr weiter, hat mir die Mama [Fehrmann] eine runtergehauen.“ Beide flohen über Hainsberg nach Rabenau, wo sie bei einem Bruder Fehrmanns unterkamen.

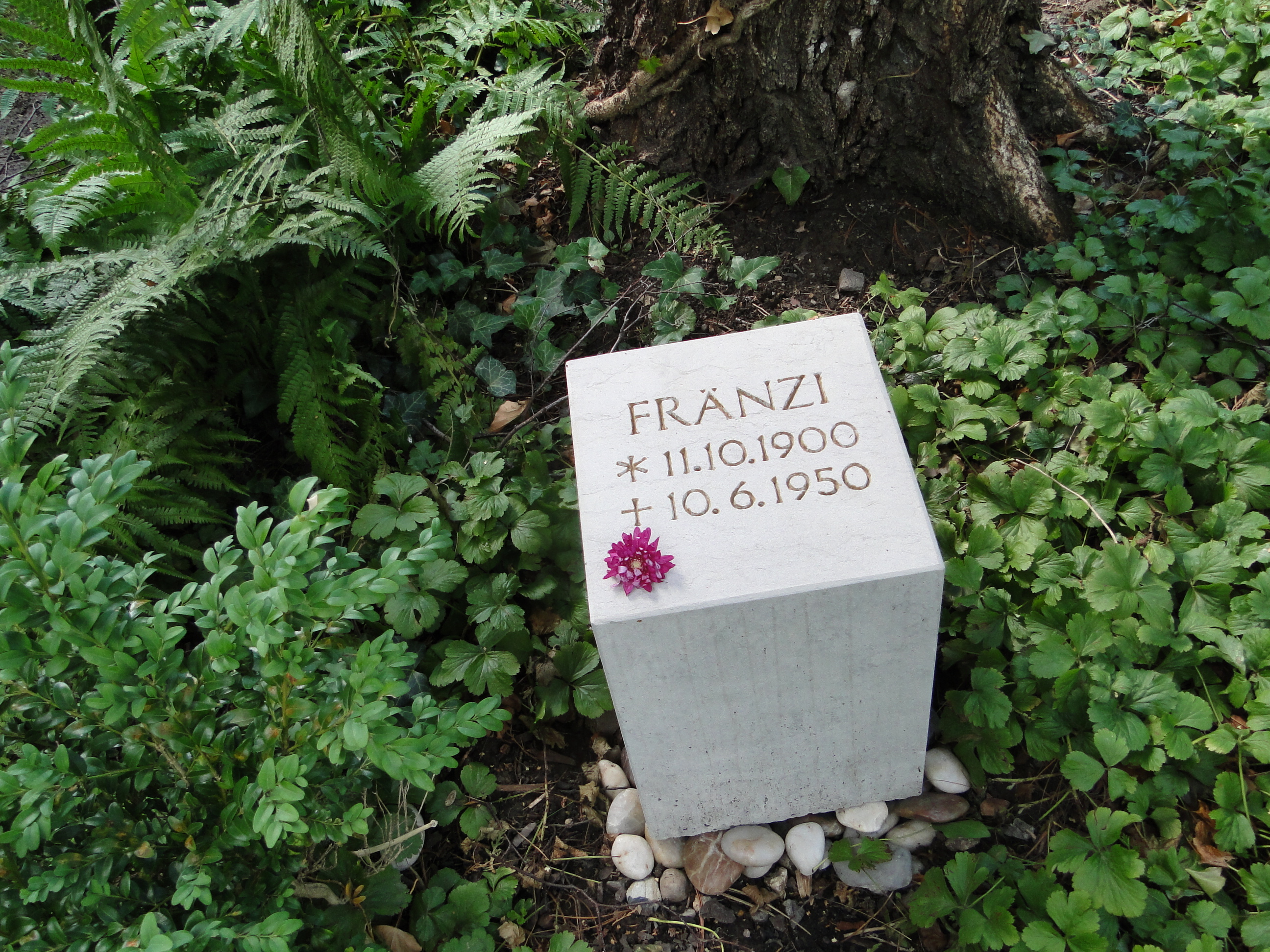
Gedenkstein für „Fränzi“ auf dem Äußeren Briesnitzer Friedhof

Alfred Fleischer hatte als Soldat am Zweiten Weltkrieg teilgenommen und war in Kriegsgefangenschaft geraten. Nach seiner Heimkehr wurde die Ehe mit Fehrmann am 6. August 1948 geschieden. Sie zog mit Margit in ein Einfamilienhaus in der Martin-Opitz-Straße 19 in Omsewitz. Ihre letzten Lebensjahre waren von zahlreichen Erkrankungen gekennzeichnet. Fehrmann starb am 10. Juni 1950 infolge eines Herzleidens im Krankenhaus Dresden-Friedrichstadt. Fünf Tage später wurde sie auf dem Äußeren Briesnitzer Friedhof als „Lina Franziska Fleischer“ beerdigt. Ihr Grab wurde 1972 neu belegt und 1992 eingeebnet. Durch eine Privatinitiative konnte am 15. Juni 2011 unweit des ursprünglichen Grabes ein Gedenkstein für Fehrmann eingeweiht werden.
Fehrmann hinterließ zum Zeitpunkt ihres Todes laut der Eintragung im Bestattungsbuch zwei Töchter, jedoch ist in der Todesanzeige nur ihre erstgeborene Tochter Franziska Gertrud Fehrmann als Hinterbliebene angegeben. Diese heiratete vor 1950 den Buchhalter Georg Bruno Arlt (1905–1995) und verstarb 1992. Ihr Urnengrab befindet sich auf dem Neuen Annenfriedhof. Ihr Ehemann starb 1995 in Lichtenberg.
Fehrmanns jüngere Tochter Erika Eleonore Fehrmann lebte nach Ende des Zweiten Weltkriegs zunächst in Rabenau. Sie heiratete Milan Mirčetić, der als Dolmetscher der Roten Armee arbeitete, doch wurde die Ehe annulliert, als Mirčetić nach Jugoslawien zurückberufen wurde, seine Frau jedoch keine Einreisegenehmigung erhielt. Erika Fehrmann zog 1954 in die Bundesrepublik und heiratete den Journalisten Koebel. Ab 1956 lebte sie in Munster, wo sie am 3. Dezember 2006 verstarb.
Das Buchheim-Museum in Bernried am Starnberger See ehrte Fehrmann im Jahr 2009 mit der Kabinettausstellung Fränzi, Modell und Ikone der „Brücke“-Künstler. Von 2010 bis 2011 folgte im Sprengel Museum Hannover die Ausstellung Der Blick auf Fränzi und Marcella, in deren Vorbereitung die Identität der lange Zeit für Fränzi gehaltenen Marcella möglicherweise aufgedeckt werden konnte.

## Fränzi und Marcella
In Werken der Brücke-Künstler taucht neben dem Namen Fränzi immer wieder auch die Bezeichnung „Marcella“ beziehungsweise „Marzella“ auf. Die Forschung ging lange Zeit davon aus, dass es sich bei beiden Mädchen um Geschwister handelte, die aus einer Artistenfamilie stammten. Ausgangspunkt dieser Vermutungen sind zwei Äußerungen der Künstler selbst. Max Pechstein schrieb in seinen Erinnerungen aus dem Jahr 1946:

„Als wir in Berlin beisammen waren, vereinbarte ich mit Heckel und Kirchner, daß wir zu dritt an den Seen um Moritzburg nahe Dresden arbeiten wollten. … Wir mußten zwei oder drei Menschen finden, die keine Berufsmodelle waren … [Der] Hauswart in der Akademie … wies uns an die Frau eines verstorbenen Artisten und ihre beiden Töchter. Ich legte ihr unser künstlerisches Wollen dar. Sie besuchte uns … und da sie ein ihr vertrautes Milieu vorfand, war sie damit einverstanden, daß ihre Töchter sich mit uns nach Moritzburg aufmachten.“

Erich Heckel wiederum schrieb auf einer Postkarte am 18. Februar 1910 von „zwei Schwestern, die ich neulich entdeckte“. Auch wenn in beiden Fällen kein Name angegeben wurde, setzte die Forschung die Schwestern mit Marcella und Fränzi gleich. „Marcella“ wurde unter anderem aufgrund der Darstellung in Bildern als drei Jahre älter als „Fränzi“ angenommen. Um die Existenz beider Mädchen entstand schließlich „ein Mythos, den die BRÜCKE-Literatur in der zweiten Hälfte des 20. Jahrhunderts eifrig gepflegt hat.“ Die durch Heckels Postkarte feste Datierung des Zusammentreffens der Mädchen mit den „Brücke“-Künstlern führte nicht zuletzt dazu, dass zahlreiche Werke Kirchners, Heckels und Pechsteins, die durch die Künstler als 1909 entstanden gekennzeichnet waren und die Mädchen zeigten, auf 1910 umdatiert wurden.
Eine zweite Theorie wich von der Artistentöchtervorstellung ab. Ein Brief von Kirchner an Heckel vom März 1910 unterscheidet zum Beispiel deutlich zwischen Marcella und einem Geschwisterpaar: „Marcella ist jetzt ganz heimisch geworden und entwickelt feine Züge. … Heute brachte sie ihre Freundin mit, 12 Jahre alt, hat eine Schwester von 15. Das wird was für uns, hoffe ich …“ Volkmar Billig ging 1995 von einer Gleichheit von „Marcella“ und „Fränzi“ aus, indem er unabhängig von der zu dem Zeitpunkt noch nicht bekannten Identität Fehrmanns argumentierte, dass „ein Geschwisterpaar ‚Marzella und Fränzi‘ von den ‚Brücke‘-Künstlern nie dargestellt worden [ist]. Zwei jugendliche Schwestern, die als Modelle auftauchen und deren Bekanntschaft die Maler erwähnen, sind nicht als ‚Marzella und Fränzi‘ zu identifizieren. Die ganz charakteristischen Züge dieses Modells sind auf allen, ob ‚Marzella‘ oder ‚Fränzi‘ betitelten, Bildern so übereinstimmend, daß von ein und demselben, etwa 13jährigen Mädchen auszugehen ist, das zunächst mit bürgerlichem Vornamen, später mit dem Spitznamen Fränzi angesprochen wurde.“ Da in der Korrespondenz von Kirchner und Heckel der Name „Fränzi“ nicht auftaucht, war lange Zeit denkbar, dass die Künstler „Marcella“ als Kosenamen für Lina Franziska Fehrmann wählten. Kirchner bezeichnete sein Gemälde Marzella aus dem Jahr 1910, eine „Ikone des Dresdner BRÜCKE-Expessionismus“, in einem späteren Briefwechsel als „Fränzibild“. „Als Heckel das berühmte Stockholmer Marcella-Gemälde Kirchners 1910 für den Katalog der Dresdner Ausstellung in der Galerie Arnold schnitt, betitelte er die graphische Wiedergabe ‚Fränzi‘.“ Noch 2009 wurde die Gleichheit von Fränzi und Marcella postuliert: „Man nimmt heute an, dass Fränzi und Marzella ein und dieselbe Person waren“.
Im Jahr 1995 entdeckten Albers und Presler ein Skizzenbuch Kirchners, das „Fränzis“ Nachnamen „Fehrmann“ enthielt. Nach der Durchsicht alter Akten unter anderem im Hauptstaatsarchiv Dresden konnte die Identität Lina Franziska Fehrmanns ermittelt werden. Gleichzeitig ergaben die Nachforschungen, dass Fehrmann keine Schwester mit dem Namen Marcella gehabt hatte. Die einzige Schwester, die um 1910 noch lebte, hieß Johanna Rosa und war 1910 bereits 18 Jahre alt. „Ein fester Haltepunkt der Brücke-Forschung war zusammengebrochen“, so musste eine Verwandtschaft von Fränzi und Marcella ausgeschlossen werden. Neue Bilddatierungen auf 1910 erwiesen sich als falsch, und auch neu vergebene Bildtitel, die sich um die „Geschwister“ als Artisten drehten, mussten nun als falsch angesehen werden. Noch immer war jedoch die Identität Marcellas unbekannt, sodass eine Gleichheit mit Fränzi nicht ausgeschlossen werden konnte. Im Jahr 2004 stellte Barbara Nierhoff fest, dass die „von Seiten der Forschung geführte Diskussion zur Identitätsfrage der Kinder … aufgrund der schlechten Quellenlage wohl auch noch unbestimmte Zeit anhalten [wird].“
Die Forschung war inzwischen vorsichtiger geworden. So wies Moeller 2008 darauf hin, dass Darstellungen „Fränzis“ durchaus auch jene „Marcellas“ sein könnten, ging jedoch nicht auf eine mögliche Gleichheit ein: „Auch ist nicht immer sicher, ob es sich wirklich um Darstellungen von Fränzi handelt. So ist zum Beispiel das Mädchen Marcella, ebenfalls ein kindliches Modell, häufig mit der gleichen Frisur, den Schleifen im Haar und dem gleichen spitz zulaufenden Gesicht wiedergegeben.“ Dies würde auch eine Vermischung der Namen „Fränzi“ und „Marcella“ für identische Bilder durch die „Brücke“-Künstler selbst erklären helfen.
Zur Identität Marcellas konnte in Vorbereitung zur 2010 stattfindenden Ausstellung Der Blick auf Fränzi und Marcella im Sprengel Museum in Hannover eine neue These aufgestellt werden. Ausgehend vom Vornamen wurden die Dresdner Taufregister der Jahre 1895 bis 1899 durchsucht. Es fand sich dabei laut Gerd Presler in diesem Zeitraum nur ein Eintrag auf den seltenen Namen Marcella: Es handelte sich um die am 15. Dezember 1895 geborene Marcella Albertine Olga Sprentzel, viertes Kind eines Oberpostassistenten. Die Familie lebte 1909 unweit des Ateliers Ernst Ludwig Kirchners. Nach 1912 verlor sich die Spur Marcellas zunächst. Zeitzeugen berichteten jedoch im Juli 2012, dass die streng gläubige Marzella Sprentzel, die ihren Vornamen mit „z“ schrieb, später als Lehrerin arbeitete und privaten Klavierunterricht gab. Sie verstarb 1977, ihr Bruder bekleidete als Propst und Prälat an der Katholischen Hofkirche ein ranghohes Priesteramt. Diese Erkenntnisse weckten Zweifel daran, dass Sprentzel als fast 15-Jährige den Künstlern nackt posiert haben könnte. Dies wurde durch neue Erkenntnisse im Jahr 2014 bestätigt, so fanden sich Schulhefte Sprentzels mit ihrer Signatur „Marzella“, die sich deutlich von den Unterschriften „Marcellas“ unterschieden, die auf Postkarten der Brücke-Künstler überliefert sind. Kinderbilder Sprentzels lassen zudem keinerlei Ähnlichkeit mit dem Mädchen der Brücke-Bilder erkennen. Nachforschungen ergaben zudem, dass es mindestens eine weitere Marcella in Dresdner Taufregistern gab: Emmy Marcella Schwerdtner wurde ebenfalls 1895 geboren und war die Tochter eines Schlossers. Sie lebte noch 1910 in Dresden, wurde später Buchhalterin und starb 1963 in Dessau. Ob sie mit „Marcella“ identisch ist, ist unbekannt.
Der 2012 neu recherchierte Aspekt, dass Fehrmanns Mutter italienische Vorfahren gehabt haben könnte (deren Vater hieß laut Dokumentenlage Anton Domenicus Pazi, und dieser Nachname kommt in Deutschland im Grunde nicht vor, ist aber in Norditalien weit verbreitet) legt nahe, dass Fehrmann sich selbst „Marcella“ als Spitznamen gegeben haben könnte. Als weitere Möglichkeit wird in Erwägung gezogen, dass Kirchner sein bekanntes Marzella-Gemälde nach einem der in der Forschung bekannten Mädchenmodelle schuf und es ohne tieferen Grund Marzella nannte, woraufhin der Name von einem der Modelle scherzhaft aufgegriffen und auf Postkarten verwendet wurde. Es ist somit auch möglich, „dass Lina Franziska Fehrmann sich aus einer kindlichen Laune heraus damals Marzela, Marzella, Marcella nannte oder so genannt wurde.“

## Fränzi im Œuvre der „Brücke“-Künstler

### Innerliche Bewegung

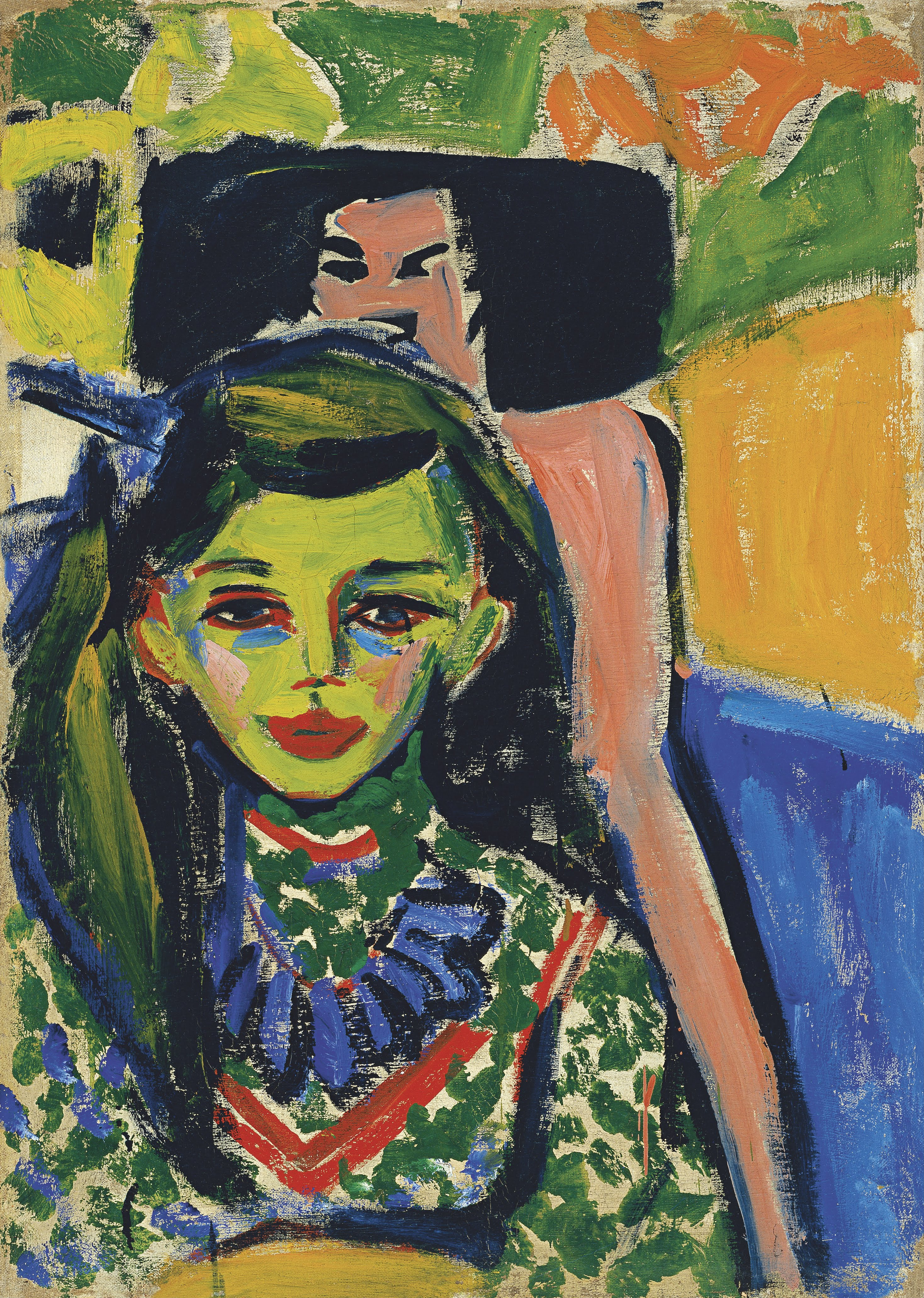
Ernst Ludwig Kirchner – Fränzi vor geschnitztem Stuhl (1910)

Ab 1905 wandten sich die Brücke-Künstler zunehmend der Aktzeichnung zu, ein Aspekt, der zentral im Schaffen der Künstler während ihrer Dresdner Zeit wurde. Der (nackte) Mensch galt ihnen als Grundlage der Kunst überhaupt. „Deshalb muss [man] mit dem Menschen selbst beginnen“, so Kirchner. Für ein genaues Studium des Menschen wiederum musste der Akt „in freier Natürlichkeit“ studiert werden. Ziel war dabei nicht, die Natur zu kopieren, sondern „in zahlreichen Aktbildern den Typus des nackten Menschen unserer Zeit“ darzustellen.
In Tradition von Munchs Pubertät, das 1894 für einen Skandal gesorgt hatte, studierten die Brücke-Künstler ab 1905 nicht nur den weiblichen Akt im Erwachsenenstadium, sondern interessierten sich auch für deren Vorstufen bzw. Entwicklung, also auch pubertäre und präpubertäre Stadien der Frau. Damit folgten sie einer in der Zeit einsetzenden Neudefinition des Aktbegriffs: „Nachdem der weibliche Akt durch lange Zeiten die erwachende Frau gestaltete, fanden an der Wende zum 20. Jahrhundert die Studien des Werdens [Beachtung]. Die psychoanalytische Forschung konfrontierte den Menschen mit seinem Körper, seinen Trieben, mit dem, was unbewusst und unaufhaltsam hervorbrach. In der Folge wagte man, das nackte Mädchen, in dem die Frau schlummerte, auf Leinwand und Papier zu gestalten.“ Von Interesse war dabei unter anderem die „innerliche Bewegung“ der Modelle: „Die Entwicklung vom Kind zur Frau schreitet in jedem Augenblick voran. Kein anderer Lebensabschnitt ist so geprägt von dramatischer Veränderung. Nichts ist abgeschlossen. Alles schwingt. Kein Moment, in dem sich nicht irgendetwas wandelt. Maler wie Kirchner und seine Freunde haben das empfunden und sind dem künstlerisch nachgegangen.“
Neben Marcella und Schwesterpaaren, die im Schaffen der Brücke die pubertäre Phase abdeckten, stand Fränzi für die präpubertäre Phase im Œuvre der Brücke-Künstler. Sie wird als „Kind“ begriffen und in Zeichnungen und Gemälden der Brücke-Künstler regelmäßig auch im Titel als Kind bezeichnet (Heckel: Kind (1909), Heckel: Kind mit Muschelkette (1909), Muschelkette auch auf Kirchners Fränzi vor geschnitztem Stuhl). In Kirchners Skizzenbildern erscheinen Fränzi wie auch andere weibliche Modelle als Typus. Das Interesse an einer wirklichkeitsgetreuen Porträtierung Fränzis ist jedoch gering: Kirchner „sucht nach einer Formulierung des weiblichen Aktes, wie er im „Kind“ auftritt.“ Gleichzeitig „kündigt sich bereits in den Werken [Kirchners] nach den Kindermodellen wie Fränzi Fehrmann ein zwar erotisches, aber dennoch eher geschlechtsloses Frauenbild an. Deren noch unausgebildeter Körper, mithin seine Androgynität, faszinierten den Künstler“. Bereits Mitte 1910 hatte er den „Typus Fränzi“ so sehr verinnerlicht, dass er Fränzi-Darstellungen ohne Anwesenheit des Modells skizzieren konnte.

### Äußere Bewegung

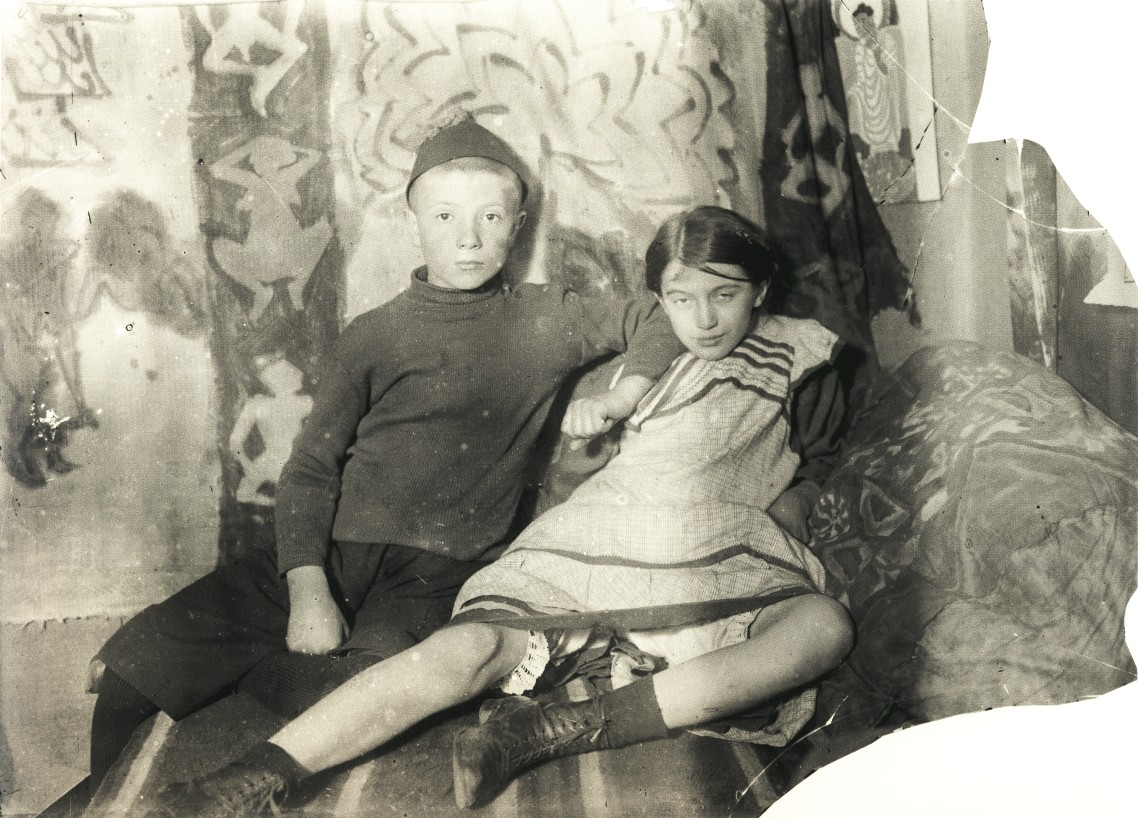
Lina Franziska Fehrmann und Peter 1910 auf einer Fotografie von Ernst Ludwig Kirchner; Heckel wiederholte das Motiv in seinem Gemälde Kinder (auf der Bank) aus dem Jahr 1910

Zeichnungen zeigen Fränzi häufig in Bewegung, auf Rollschuhen im Atelier, beim Kerzemachen und Rolleschlagen, im Spiel mit einer Katze, beim Schaukeln oder beim Tanz. Mit Fränzi erweiterte sich die Darstellung der Brücke-Künstler weg vom statischen Akt: Kirchner konnte durch Fränzi das „Studium der Bewegung, das meine ganze Arbeit bis heute begleitet und aus dem ich meine eigene Formensprache erhielt“, fortsetzen, zu dem er bereits 1901 gefunden hatte und das er als „etwas ganz Neue[s]“ empfand.
Damit verbunden und bedingt war auch die Suche nach neuen Malweisen. Zwar ließen sich schnelle Bewegungen und damit eine raschere Darstellung in Skizzen, Zeichnungen und Aquarellen verarbeiten, wie Kirchners Skizzenbücher deutlich zeigen, doch suchten die Brücke-Maler, allen voran Kirchner und Heckel, nun auch nach einer adäquaten Umsetzung in Öl. Kirchner stellte 1935 rückblickend fest, dass er seine Art der Ölmalerei mit pastosem Pinselauftrag umstellen und eine „neue Technik finden [musste …] zu malen mit wenig Farbe und viel Flüssigkeit und eigenen Grund erfinden, der saugte und leicht trocknen ließ.“ Auch Heckel nannte Fehrmann in seinen Erinnerungen 1958 als einen Auslöser für die neue Malweise der Brücke-Künstler, so sei Fränzi „ein spezielles Ereignis aus dem Jahr 1909 und steht mit der Formulierung der relativ flächigen Malerei in Verbindung, die Ende des Jahres 1908 einsetzte. Es sind Bilder, die mit verdünnter Farbe gemalt wurden, so möchte ich es ausdrücken. Diese Möglichkeit der Malerei wurde zwar schon früher einmal erprobt, setzt aber eigentlich erst ende 1908 ein. Im Jahr 1909 wurde diese Malweise dann für uns zur allgemeinen Regel“. Zu dieser Zeit entstanden Bilder wie Artistin (Marzella) oder Fränzi vor geschnitztem Stuhl, die im Gegensatz zu früheren Werken vereinfachte Formen und einen flächigen Farbauftrag aufweisen. Sie stehen unter dem deutlichen Einfluss von Künstlern wie Henri Matisse oder Edvard Munch.

### Exotisches Element
Die Brücke-Künstler, und unter ihnen vor allem Ernst Ludwig Kirchner, beschäftigten sich um 1910 verstärkt mit außereuropäischer Kunst. In Dresden wurde im März 1910 das Völkerkundemuseum wiedereröffnet. Kirchner zeigte sich vor allem von den Flachreliefs des Dresdner „Palau-Balkens“ fasziniert. Seine Werke des Jahres 1910 werden von harten Konturen und zweidimensionalen Darstellungen dominiert. Erich Heckel wandte sich ab 1910 dem Holzschnitt zu und seine Werke, wie auch die Kirchners, zeigen eine zunehmende Reduzierung bzw. Verknappung der Form sowie eckige Konturen. „Fränzis knabenhafte Gestalt begünstigte die in die Fläche gehende Arbeitsweise und die Ausbildung von kantigen Konturen, anders als bei erwachsenen weiblichen Modellen, die zu plastischer Modellierung und fließenden Formen verleiten.“ Oft wurden ihre Augen verschmälert und das lange schwarze Haar offen dargestellt, wodurch der exotische Aspekt ihrer Gestalt betont wurde.
In dem Leben der Urvölker wollten die Brücke-Künstler nicht zuletzt „Parallelen zu ihrem Leben und Arbeiten in den Ateliers und vor allem an den Moritzburger Teichen [schaffen]. Sie bildeten dort ebenfalls mit ihren jugendlichen Modellen und Freundinnen eine Gemeinschaft, bewegten sich ungezwungen unbekleidet in den Wohnateliers oder vergnügten und sonnten sich in der freien Natur“. Das Ideal der Brücke-Künstler wurde um 1910 die Existenz des freien und „unschuldigen“ Menschen in der ursprünglichen Natur. „Im ‚Naturkind‘ Fränzi verkörpert sich ein Idealbild der Brücke-Utopie von Freiheit und Ursprünglichkeit – ein Amalgam aus Erotik und Exotik.“

„Am abgelegenen Nordostufer des Dippelsdorfer Teichs erreicht das Triumvirat im legendären Sommer 1910 mit ‚fanatischer freier Arbeit‘ am freien Menschen in freier Natur die größte gegenseitige Nähe im künstlerischen Ausdruck. Heldin der Bilder, die wie Schnappschüsse wirken, ist das kindliche Lieblingsmodell Fränzi … In Moritzburg gelingt der BRÜCKE mit der originären Verknüpfung von anti-bürgerlichem Lebensstil und radikaler Bildsprache, Sozialexperiment und Kunstrevolution die glückhafte Verwirklichung einer Utopie – für kurze Zeit.“

## Missbrauchshypothesen

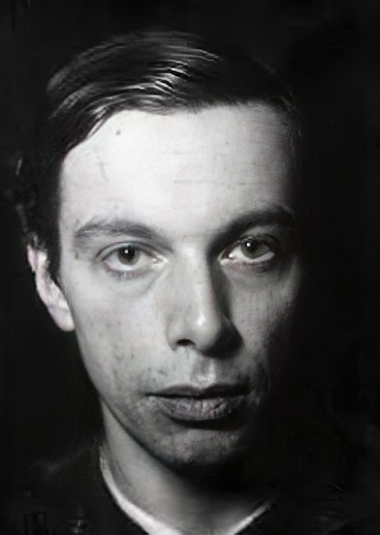
Ernst Ludwig Kirchner, 1919

Seit den 1990er Jahren wird vor allem Kirchners Beziehung zu Fehrmann kritisch und spekulativ hinterfragt. Unter der Annahme, dass Fehrmann eine zwölf Jahre alte Artistentochter sei, fragte Gerd Presler im Jahr 1998 zum Beispiel suggestiv: „Sie [Fehrmann] ist das jüngste Modell der ‚Brücke‘. Muse, vielleicht auch Geliebte?“ und „Gab es zwischen den Malern und den jungen Modellen, hier Fränzi, sexuelle Beziehungen? Stand das, was möglicherweise geschah, nicht im Widerspruch zu geltendem Recht: Unzucht mit Minderjährigen?“ Als Indiz für eine mögliche sexuelle Beziehung wurde dabei ein als verschollen geltendes Bild Kirchners angesehen, dessen Titel Kirchner um 1917 rückblickend als Fränzi mit Liebhaber angab: „Der Titel legt nahe, daß Fränzi sexuelle Beziehung zu mindestens einem der Künstler hatte, vermutlich Erich Heckel. Das schließt andere, darunter Ernst Ludwig Kirchner, nicht aus“. Anhaltspunkte für pädophile Handlungen gab es nicht.
Die Vorbereitung der Ausstellung Der Blick auf Fränzi und Marcella 2010 fiel mit der öffentlichen Auseinandersetzung um sexuellen Missbrauch in der katholischen Kirche in Deutschland zusammen. Vor allem Kirchner wurde nun als potenzieller Pädosexueller angesehen. „Wie pädophil war Ernst Ludwig Kirchner wirklich?“ titelte die Berliner Morgenpost und Der Spiegel kündigte die Ausstellung unter der Überschrift „Kirchners Lolitas“ an. Häufig wurden dabei zwei Zitate Kirchners aus dem Zusammenhang gerissen.
Fehrmann wurde mit einer 16-Jährigen gleichgesetzt, zu der Heckel Kirchners Erinnerung aus dem Jahr 1925 zufolge eine sexuelle Beziehung eingegangen war und die er bereits als 12-Jährige kennengelernt hatte:

„Wir hatten in Dresden ein kleines Mädchen als Modell von 12 Jahren an. Es kam oft zu uns, und wenn Heckel da war, so zeichnete er mit. Es vergingen Jahre, und plötzlich erschien einmal die Kleine wieder als junges Mädchen von 16 Jahren. Heckel als geiler Sachse stürzte sich gleich auf sie und vögelte sie ab. Wir gingen mit ihr nach Moritzburg, und Heckel lag oft bei ihr.“

Die Zeitschrift art – Das Kunstmagazin veröffentlichte das Zitat mithilfe falscher Zusätze („Heckel als geiler Sachse stürzte sich gleich auf sie (Fränzi) und vögelte sie ab“) und versuchte so, Geschlechtsverkehr Kirchners mit Fehrmann zu belegen. Schon aufgrund des nachgewiesenen Alters Fehrmanns lässt sich diese Gleichsetzung ausschließen. Auch die zeitlichen Angaben lassen sich nicht mit einer Person aus der Dresdner Zeit in Übereinstimmung bringen, sodass Zweifel an Kirchners Aussage aufkommen müssen. „Kirchners Aufzeichnungen [sind] mit großer Vorsicht zu genießen. Realität, Phantasie, Konstruktion und Verleumdung [sind] darin unentwirrbar vermengt“, so der Kurator der Ausstellung Norbert Nobis 2010.
Ein zweites Zitat brachte unter anderem der Spiegel zusammenhangslos und verfälschend verkürzt: „So schwärmte der Künstler in einem Brief an seinen Kollegen Heckel von Marcellas Körper, von ‚Andeutungen, die einen wahnsinnig machen können. Toller als in den älteren Mädchen‘.“ Das vollständige Zitat erst zeige „den Vergleich zwischen älteren und jüngeren Mädchen in einem eher sachlichen Ton, der mehr den Blick des Malers und Künstlers als den eines getriebenen Kinderschänders verrät“:

„Marzella ist ganz heimisch geworden und entwickelt feine Züge […] Es liegt ein großer Reiz in einem solchen reinen Weibe. Andeutungen, die einen wahnsinnig machen können. Toller als in den älteren Mädchen. Freier, ohne daß doch das fertige Weibe verliert. Vielleicht ist manches bei ihr fertiger als bei den reiferen und verkümmert wieder. Der Reichtum ist sicher größer jetzt.“

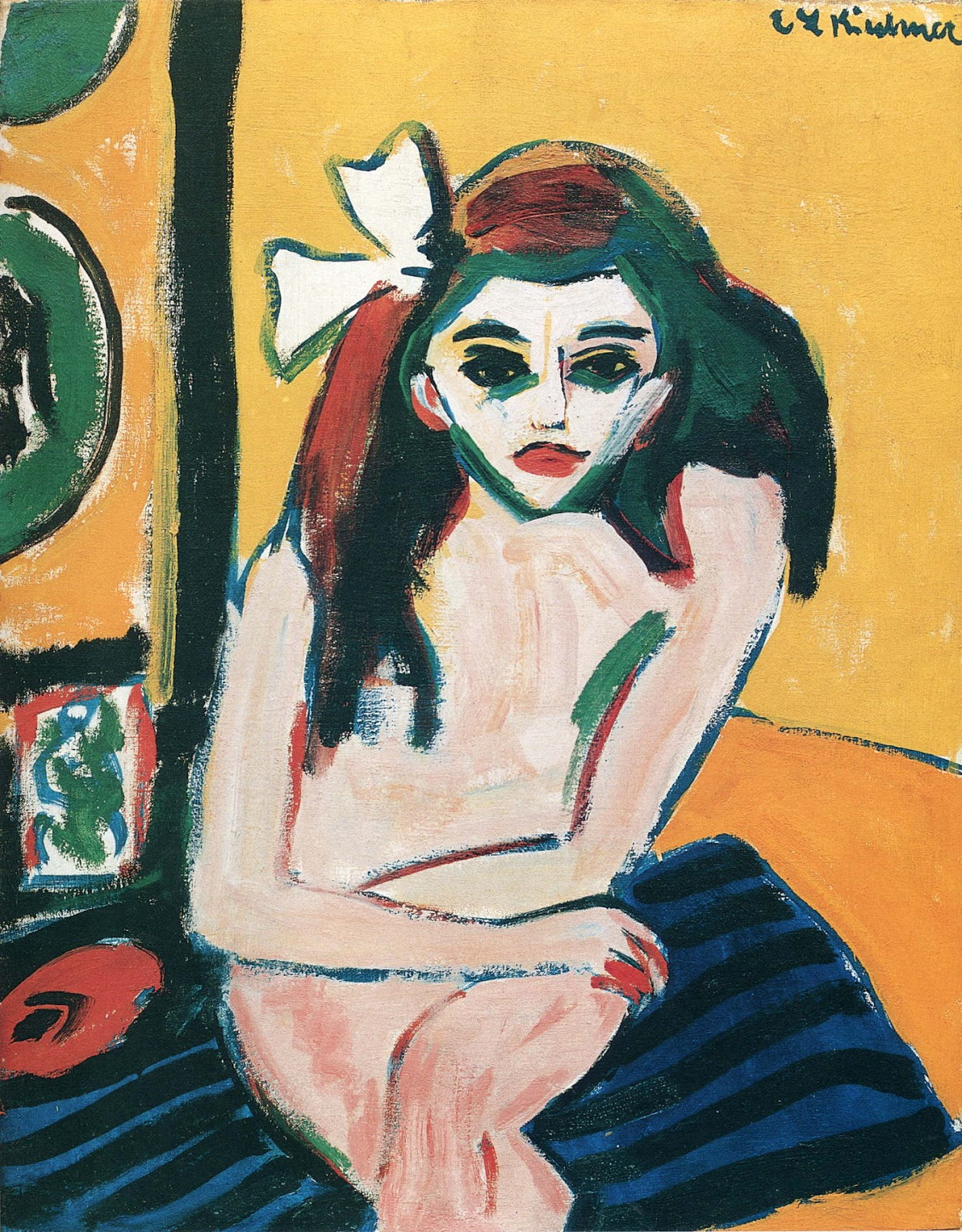
Kirchners „Marzella“

Gleichzeitig fand zum Teil eine Neuinterpretation der Bilder unter dem Blickwinkel des sexuellen Missbrauchs bzw. der Sexualisierung der Kindermodelle statt. Kirchners Marcella trug nun rotlackierte Fingernägel, „die Lolita-Augen sind mit dunklem Kajal umrandet, die Lippen prangen in aufreizendem Rot.“ Die Frankfurter Allgemeine Zeitung (FAZ) schrieb daraufhin ironisch:

„Wenn man genau hinschaut, erkennt man zwar, dass es eher lackierte Finger sind und dass sie den Nagellack offenbar auch auf dem Ohr trägt und als Begrenzung zwischen Arm und Körper; und dass sie einen blauen Damenbart hat und grünes Moos unter der Schulter. Aber das ist nur auf den ersten Blick absurd. Auf den zweiten ist nachvollziehbar, dass dieses Bild genug Polyvalenz hat, um das Auge sehen zu lassen, was die Meinung sehen will. Auf den dritten Blick ist es sogar ein kulturhistorisches Phänomen, wenn da ein Gemälde nach einhundert Jahren Musealisierung plötzlich wieder so empörend wirkt, wie es vielleicht sogar gemeint war: Es ist eine erstaunliche Re-Wilhelminisierung des Blickes, nur dass hier Bilder, die zu ihrer Zeit als viel zu abstrakt kritisiert wurden, nun unbeirrt behandelt werden, als seien es Fotos vom Tatort.“

Die FAZ konstatierte jedoch eine „kulturelle Pädophilie“ der gesamten Epoche, eine im übertragenen Sinne Verliebtheit ins Kind unter anderem ausgehend von Ellen Keys Werk Das Jahrhundert des Kindes (1902), die jedoch nicht automatisch ins pädophile Handeln mündete. „Solange es für sexuelle Übergriffe der Brücke-Maler nur Indizien, aber keine Beweise gibt, wäre es vielleicht fruchtbarer, darüber zu diskutieren, inwiefern es als Missbrauch gelten muss, überhaupt Kinder posieren zu lassen, um zu Bildern ihrer Unbefangenheit, Nacktheit und Schamlosigkeit zu gelangen. Oder eben ihrer Scham – in beiden Bedeutungen des Wortes.“ Auch die Neue Zürcher Zeitung schrieb von einer „Art von ästhetisch-erotischer Ausbeutung Minderjähriger“, die problematisiert werden müsse.

## Werkzuordnung

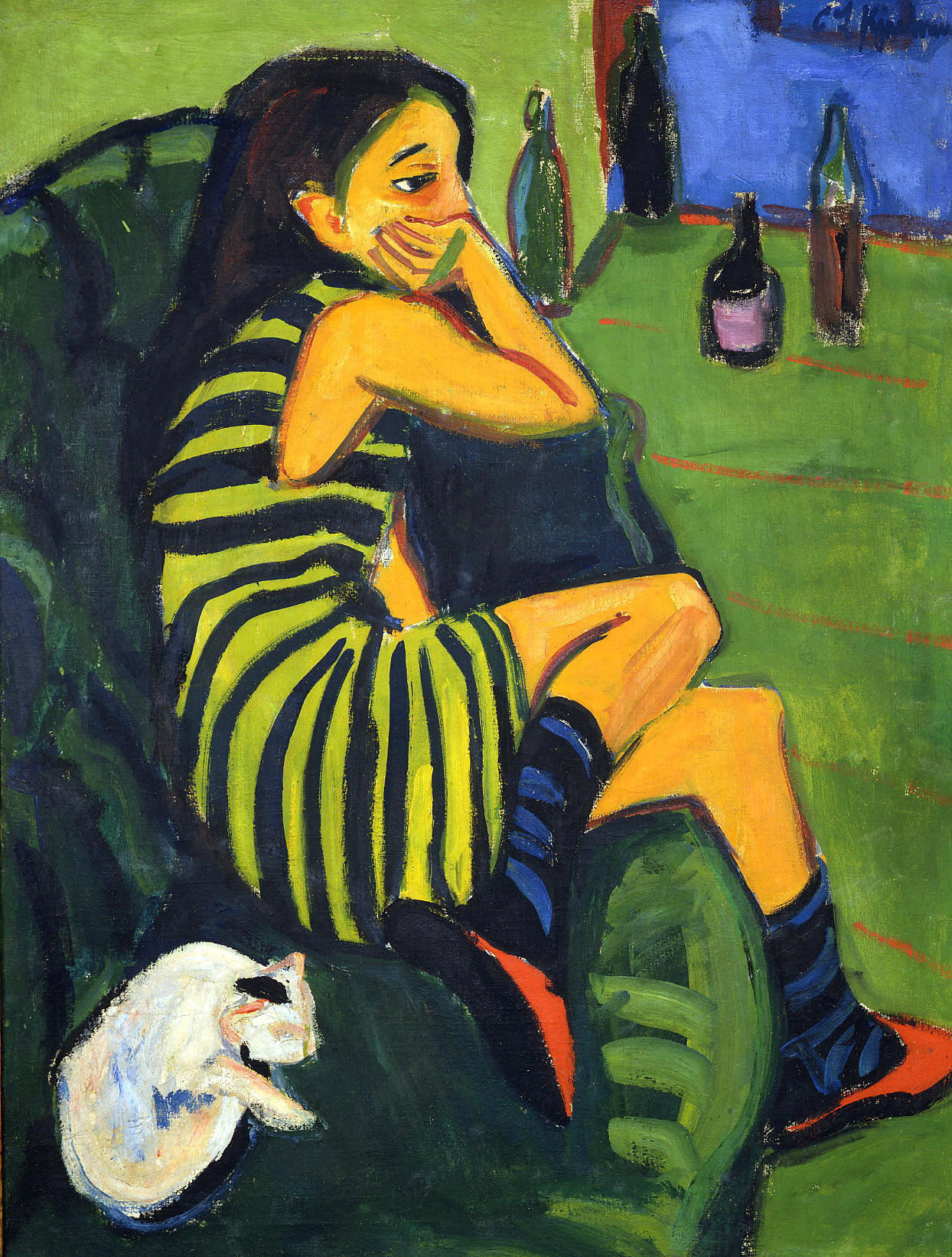
Ernst Ludwig Kirchner – Artistin (Marzella) (1910)

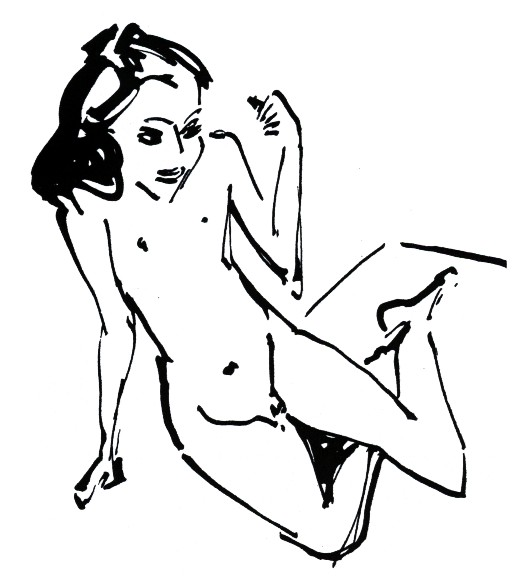
Ernst Ludwig Kirchner – Ohne Titel (Kleine Fränzi), 1909

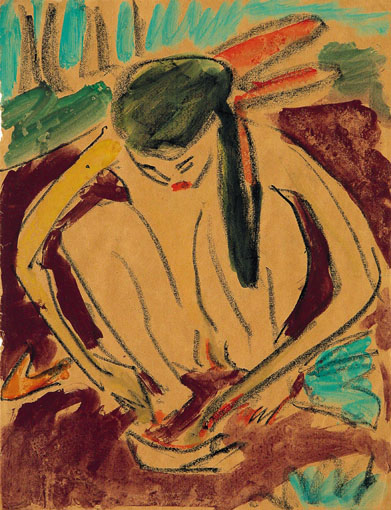
Ernst Ludwig Kirchner: Ohne Titel (Kauerndes Mädchen), 1909

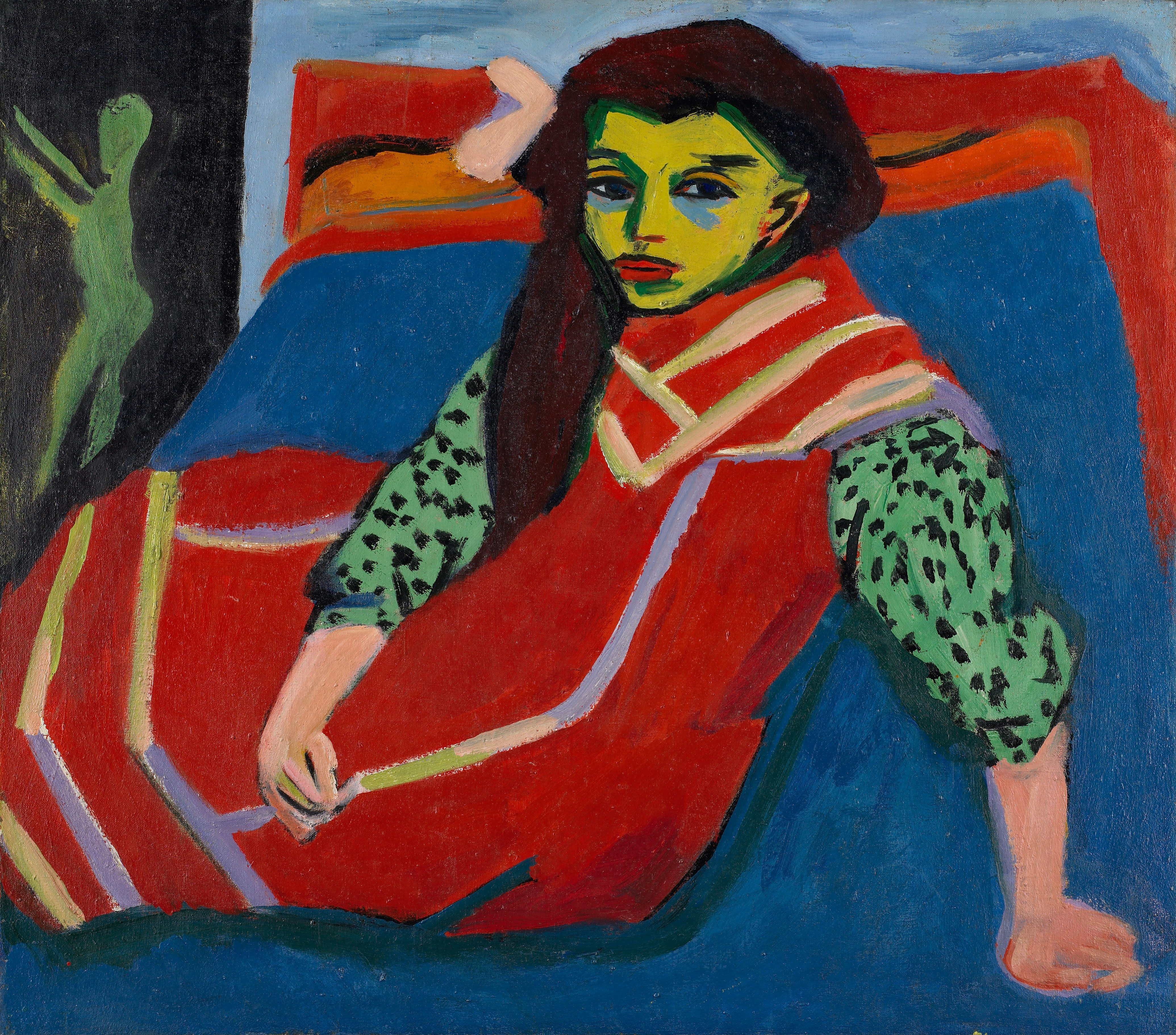
Ernst Ludwig Kirchner – Sitzendes Mädchen (1910)

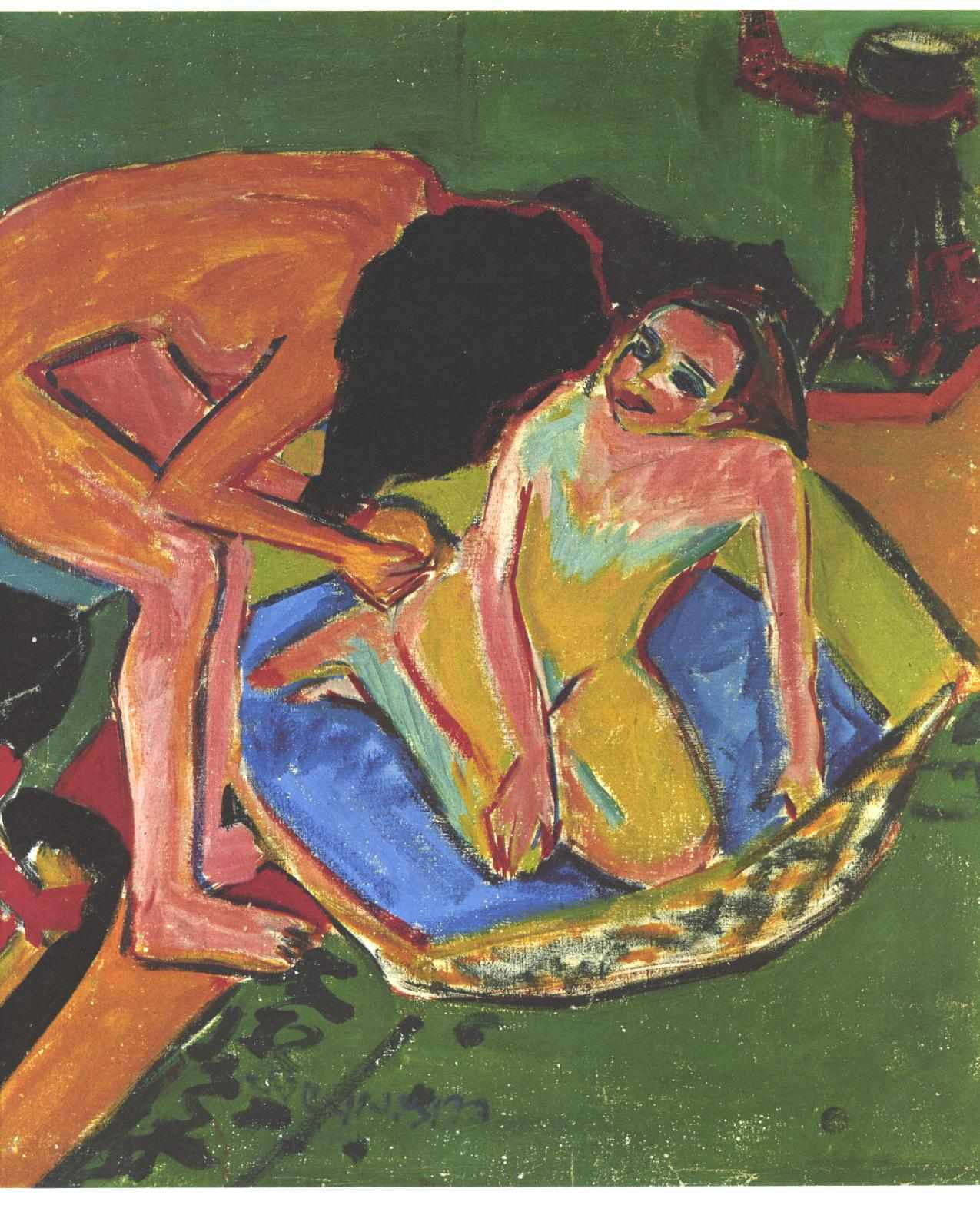
Ernst Ludwig Kirchner – Zwei Akte mit Badetub und Ofen (1911)

Fränzis Name ist bei wenigen Bildern konkret als Titel genannt, sodass nur wenige Abbildungen über die Bezeichnung als gesichert gelten können. Dazu zählt die Zeichnung Kirchner und Fränzi von Erich Heckel (1909) und sein Holzschnitt Fränzi liegend (1910). Fränzi-Bilder Heckels wurden zudem von seiner Frau Sidi Riha nachträglich häufig mit der Bezeichnung „Kind“ versehen.
In Abgrenzung zu anderen Mädchendarstellungen – so der Darstellung von Marcella oder Senta – haben Fränzi-Bilder typische Merkmale: „die dreieckige Gesichtsform, die fleischigen Lippen, die mandelförmigen Augen mit den kräftigen, halbmondförmigen Augenbrauen, das etwas rechts von der Mitte gescheitelte Haar“. Auch der Körperbau ist prägnant, so war Fränzi „ein schlankes, eher schlaksiges Mädchen, noch ohne jegliche weibliche Formen oder Körpermerkmale“. Auch Darstellungen von Marcella zeigen jedoch wenig entwickelte weibliche Formen, eine ähnliche Frisur und die für beide Mädchen charakteristische Schleife im Haar, sodass eine Unterscheidung oft schwerfällt. Marcella-Darstellungen fallen jedoch nur in die Zeit zwischen März und Oktober 1910, in den Sommermonaten kam sie wahrscheinlich nicht mit an die Moritzburger Teiche. Es konnte zudem nachgewiesen werden, dass Marcella häufig mit übereinandergeschlagenen Beinen dargestellt wurde. Zudem ist es sie, die gemeinsam mit der älteren Senta dargestellt wurde.
Im Zuge der Ausstellung Der Blick auf Fränzi und Marcella kam es unter anderem zur Neuzuschreibung der Werke Artistin (Marcella) von Ernst Ludwig Kirchner aus dem Jahr 1909 und 1910. Das bekanntere der Bilder wurde 1910 in der Ausstellung der Galerie Arnold in Dresden unter dem Titel Artistin gezeigt. Der Zusatz (Marcella) stammt von Donald E. Gordon, der 1968 ein Gesamtverzeichnis der Werke Kirchners erstellt hatte. Das gelbschwarze Trikot findet sich in mehreren Werken der Brücke-Künstler, darunter Das gelbschwarze Trikot von Pechstein (1909), Artistin von Ernst Ludwig Kirchner (1909), Mädchen auf grünem Sofa mit Katze von Pechstein (1910) sowie auf einer Zeichnung von Kirchner, die lange Zeit als Fränzi auf dem Sofa betitelt wurde (1910). Im Jahr 1909 war Marcella jedoch noch nicht zur Brücke hinzugestoßen, Fränzi jedoch 1909 an den Moritzburger Teichen gewesen. „Vieles spricht somit dafür, dass es Fränzi war, die dieses Trikot im Jahre 1909 getragen hat, und wenn es kein ‚Wanderkleidungsstück‘ gewesen ist, das sowieso für ältere Mädchen zu klein gewesen wäre, dann bleibt nur noch die Vermutung, dass sie es ist, die das ‚Artistentrikot‘ auf dem grünen Sofa sitzend trägt.“ Zudem ist möglich, dass sämtliche Werke von Fränzi mit Katze auf grünem Sofa analog zu Künstlerin von Kirchner auf 1909 zu datieren sind.

### 1909 (Auswahl)
- Ernst Ludwig Kirchner: Ohne Titel (Kleine Fränzi) – Feder und schwarze Tusche, ahlers collection
- Ernst Ludwig Kirchner: Ohne Titel (Kauerndes Mädchen – Fränzi) – Aquarell, Gouache, Kreide auf Velin, Olbricht Collection
- Erich Heckel: Sitzendes Kind – Schwarze Kreide, Staatliche Kunsthalle Karlsruhe
- Erich Heckel: Fränzi mit Katze (früher Artistin; Marcella) – Öl auf Leinwand, Galerie Henze & Ketterer, Wichtrach/Bern
- Erich Heckel: Kind – Wachskreide, Brücke-Museum Berlin
- Erich Heckel: Fränzi – Bleistift, Brücke-Museum Berlin
- Erich Heckel: Kirchner und Fränzi – Graphit, Brücke-Museum Berlin
- Erich Heckel: Gruppe im Freien – Öl auf Leinwand, Merzbacher Kunststiftung
- Max Pechstein: Das gelbschwarze Trikot – Öl auf Leinwand, Brücke-Museum Berlin
- Max Pechstein: Szene im Wald – Öl auf Leinwand, Privatbesitz

### 1910 (Auswahl)
- Ernst Ludwig Kirchner: Ohne Titel (Fränzi vor Brücke-Paravent) – Bleistift, Brücke Museum Berlin
- Ernst Ludwig Kirchner: Ohne Titel (Kopf Fränzi) – Bleistift, Kupferstichkabinett, Staatliche Museen zu Berlin
- Ernst Ludwig Kirchner: Ohne Titel (Sitzende Fränzi) – Aquarell über Graphit, Brücke-Museum Berlin
- Ernst Ludwig Kirchner: Ohne Titel (Sitzende Fränzi von rückwärts) – Reiskohlezeichnung, Ketterer Kunst München
- Ernst Ludwig Kirchner: Artistin (Marcella) – Brücke-Museum, Berlin
- Max Pechstein: Mädchen auf dem grünen Sofa mit Katze – Museum Ludwig, Köln
- Ernst Ludwig Kirchner: Ohne Titel (Fränzi auf dem Sofa) – Kohle, E.W.K., Bern/Davos
- Ernst Ludwig Kirchner: Ohne Titel (Turnende Fränzi) – schwarze Kreide, partienweise laviert, Galerie Henze & Ketterer, Wichtrach/Bern
- Ernst Ludwig Kirchner: Ohne Titel (Fränzi als Akt, die Hand am Kinn) – Pinsel in Schwarz auf Velin, Städel Museum, Frankfurt am Main
- Ernst Ludwig Kirchner: Fränzi im blauen Kleid – Kreidezeichnung und Aquarell, Privatbesitz
- Ernst Ludwig Kirchner: Mädchen mit Katze (Fränzi) – Öl auf Leinwand, Merzbacher Kunststiftung
- Ernst Ludwig Kirchner: Sitzendes Mädchen (Fränzi Fehrmann) – Öl auf Leinwand, The John R. Van Derlip Fund
- Ernst Ludwig Kirchner: Fränzikopf, mit Puppe – Lithographie, Galerie Michael Haas, Berlin
- Ernst Ludwig Kirchner: Ohne Titel (Fränzi in der Hängematte) – Kohle, Beck & Eggeling, Düsseldorf
- Ernst Ludwig Kirchner: Fränzi vor geschnitztem Stuhl – Öl auf Leinwand, Museo Thyssen-Bornemisza, Madrid
- Ernst Ludwig Kirchner: Fränzi vor geschnitztem Stuhl – schwarze und farbige Kreide, Städel Museum, Frankfurt am Main
- Ernst Ludwig Kirchner: Ohne Titel (Fränzi neben geschnitztem Stuhl – Mädchenakt) – Aquarell auf Papier, Museum Biberach
- Ernst Ludwig Kirchner: Fränzi mit langem Haar – Lithografie, Galerie Michael Haas Berlin
- Ernst Ludwig Kirchner: Sitzende auf gelber Decke – Fränzi – Aquarell, Galerie Nierendorf
- Erich Heckel: Fränzi liegend – Holzschnitt in Schwarz und Rot/Schwarz und Blau, u. a. Brücke-Museum Berlin, Buchheim Museum
- Erich Heckel: Fränzi – 1910, Wachskreide, Brücke-Museum Berlin
- Erich Heckel: Kinder (auf der Bank) – Öl auf Leinwand, Sammlung Gerlinger, Halle
- Erich Heckel: Fränzi – Lithografie, ahlers collection
- Erich Heckel: Kind – Graphit, Brücke-Museum Berlin
- Erich Heckel: Sitzendes Kind – Deckfarben über Bleistift, Brücke-Museum Berlin
- Erich Heckel: Ohne Titel (Zwei Kinder) – Bleistift, Staatliche Kunsthalle Karlsruhe
- Erich Heckel: Kinder auf einer Bank – Holzschnitt, Museum Folkwang, Essen
- Erich Heckel: Ohne Titel (Fränzi mit Mütze) – Kohlezeichnung, Leopold-Hoesch-Museum Düren
- Erich Heckel: Ohne Titel (Halbakt Fränzi) – Tuschfeder, Brücke-Museum Berlin
- Erich Heckel: Ohne Titel (Fränzi mit Mütze) – Graphit, Brücke-Museum Berlin
- Erich Heckel: Liegende (Kirchner mit Fränzi im Atelier) – Tusche und Wachskreide, Sammlung Hermann Gerlinger

### 1911 (Auswahl)
- Ernst Ludwig Kirchner: Fränzi – Öl auf Leinwand, Kunsthalle zu Kiel
- Ernst Ludwig Kirchner: Postkarte an Maschka Müller, 3. Februar 1911 (Fränzi vor Wandbehang) – Farbige Kreiden, Sammlung Hermann Gerlinger
- Ernst Ludwig Kirchner: Ohne Titel (Fränzi mit Frucht) – Bleistift, Brücke-Museum Berlin
- Ernst Ludwig Kirchner: Zwei Akte mit Badetub und Ofen – Öl auf Leinwand, Museum Frieder Burda